# Espíritu Pampa
El complejo arqueológico de Espíritu Pampa es un yacimiento arqueológico del Perú, de la época preincaica e incaica, ubicado en el distrito de Vilcabamba, provincia de La Convención, departamento del Cusco. 
Con sus construcciones arquitectónicas de estilo incaico, este lugar ha sido identificado como la antigua Vilcabamba, la que fuera capital de los llamados incas de Vilcabamba entre los años 1536 y 1572 (llamada Vilcabamba La Vieja o La Grande, para diferenciarla de la moderna Vilcabamba, de origen hispano). Durante mucho tiempo se le consideró como un asentamiento de fundación incaica, sin embargo, en febrero de 2011 se dio a conocer la existencia de una antigua tumba de un dignatario perteneciente a la cultura Huari, bautizado como el «Señor Huari de Vilcabamba», que data de hace mil años, lo que prueba, entre otras cosas, que los incas se instalaron en un asentamiento preexistente. Este descubrimiento también ha replanteado algunas ideas que se tenían sobre la expansión de los huaris hacia las zonas selváticas.

## Ubicación
Se extiende sobre una pequeña planicie en la margen derecha del río Chontamayo, tributario del río San Miguel, que a su vez es tributario del río Urubamba en la vertiente oriental de la cordillera de Vilcabamba, en medio de una densa vegetación subtropical, propia de la selva alta. Está aproximadamente a 150 km en línea recta al noroeste de la ciudad del Cusco y se llega por la ruta Cusco - Ollantaytambo - Quillabamba – Echarate -Quellouno - Palma Real - Kiteni - Chuanquiri.

## Etimología
Espíritu Pampa es un nombre mixto español-quechua que significa: la llanura de los espíritus. Vilcabamba (willka pampa), que es el nombre original quechua del asentamiento, significa la llanura sagrada.

## Descripción
Las ruinas incaicas de Espíritu Pampa aparecen diseminadas entre unos 30 a 40 km². El complejo está constituido por canchas, plazas y recintos de planta rectangular. Las paredes estaban mayormente cubiertas con enlucidos por sus lados externo e interno, y se ha mencionado la presencia de huellas de pintura roja. Se utilizó argamasa para levantar los muros. El sector de las portadas es el mejor trabajado en cuanto a las piedras se refiere; hay portadas de doble jamba, con inclinación trapezoidal. En su mayoría se trata de extensos grupos de construcciones pequeñas, circulares y cuadrangulares. Se encuentran además restos de andenes para el cultivo y de calzadas que debían facilitar la comunicación con las rutas imperiales. 

## Historia
Espíritu Pampa ha sido identificado como la histórica Vilcabamba La Vieja o Vilcabamba La Grande, el lugar donde se asentaron los llamados «incas de Vilcabamba» entre 1536 y 1572 como una estrategia de resistencia a la conquista española, y donde también se refugiaron los indígenas acosados por el tributo y trabajos forzados. La infraestructura del poblado debió ser construida en su mayor parte por Manco Inca, el primero de los incas rebeldes.

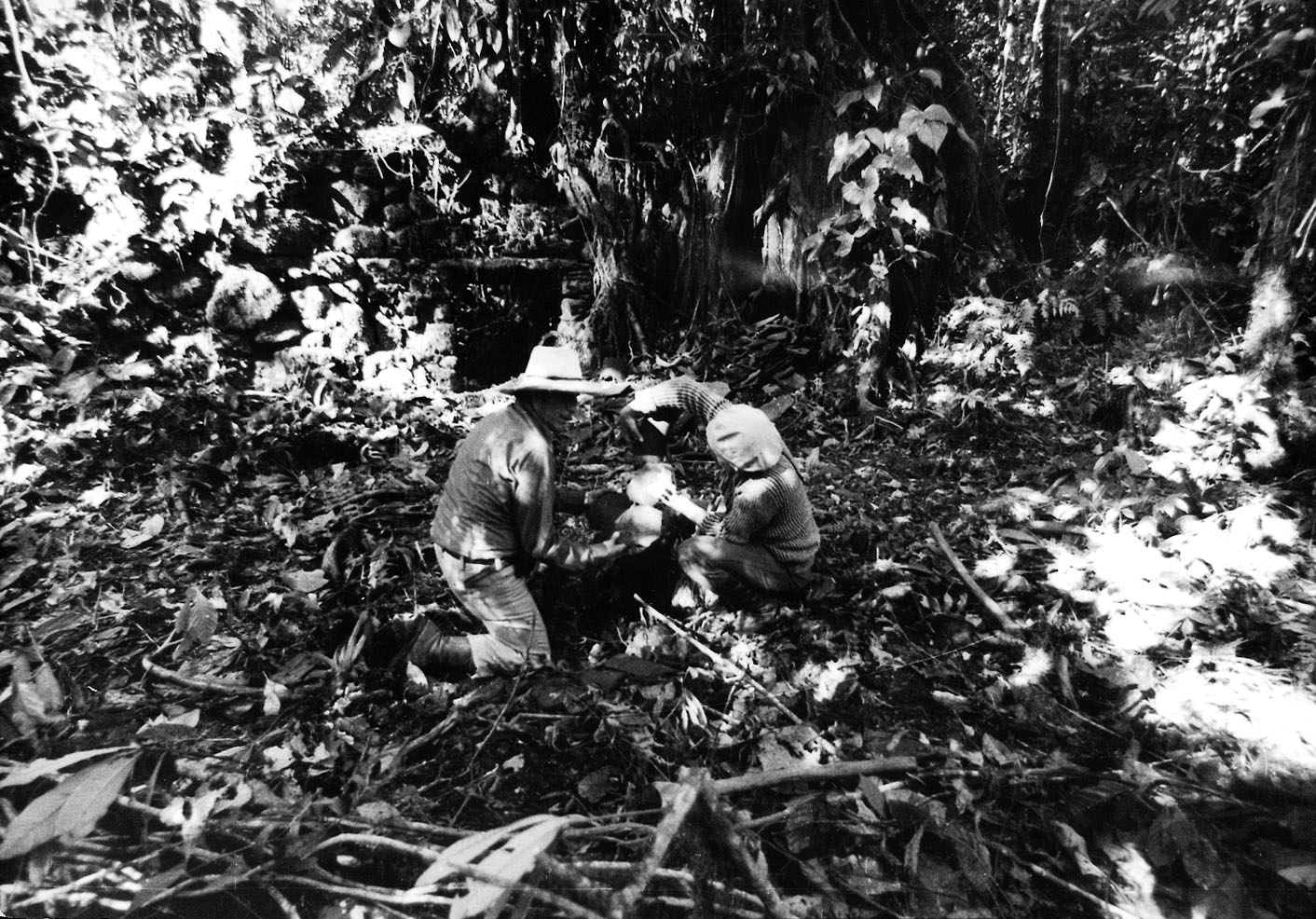
Edmundo Guillén y Elżbieta Dzikowska tras encontrar las ruinas de Vilcabamba, foto de Tony Halik.

La ubicación de este lugar quedó en el olvido tras la captura del último inca de Vilcabamba, Túpac Amaru I, cuando el poblado fue incendiado y abandonado. En un lugar un tanto alejado los españoles fundaron una nueva población con el nombre de San Francisco de la Victoria de Vilcabamba (1572), que corresponde al actual poblado de Vilcabamba, capital del distrito de Vilcabamba, en la provincia de La Convención. La antigua Vilcabamba quedó sumida en el olvido y fue cubierta por la vegetación.
En el siglo XX se iniciaron las búsquedas sistemáticas de los asentamientos de los incas en la zona. El explorador norteamericano Hiram Bingham, en su afanosa búsqueda de Vilcabamba La Vieja o la “ciudad perdida de los incas”, creyó identificarla al principio en las ruinas de Choquequirao, que antaño visitara el sabio italiano Antonio Raimondi. Bingham también exploró Espíritu Pampa, donde avistó ruinas y tejas coloniales asociadas a ella, aunque sin reconocer su verdadera magnitud, debido a lo abrupto de la zona. Finalmente, sostuvo que Machu Picchu, la famosa ciudadela inca que identificó en 1911, había sido Vilcabamba La Vieja. Sin embargo esta teoría no satisfizo a los especialistas. 
En 1964, Gene Savoy y Antonio Santander partieron del Cuzco hacia Espíritu Pampa, donde creían que estaba la antigua capital de los incas de Vilcabamba. Esta teoría es la más factible, de acuerdo al itinerario que se detallan en las crónicas españolas. En 1971 Víctor Angles recorrió parte del camino que conduce a Espíritu Pampa y ofreció datos y referencias de la zona, contrastadas con las antiguas crónicas. En 1976, Edmundo Guillén exploró Espíritu Pampa y dio como un hecho fundamentado su identificación con la antigua Vilcabamba. A partir de la década de 1980 esta teoría ha sido ampliamente aceptada.

## El Señor Huari de Espíritu Pampa
Espíritu Pampa era tradicionalmente conocido como sitio incaico, pues tanto las construcciones como los restos cerámicos hallados fueron siempre de inconfundible estilo cuzqueño-inca. Sin embargo, un proyecto de investigación arqueológica que empezó a trabajar en la zona en la década del 2000 desenterró estructuras funerarias asociadas con material cerámico y metálico de inconfundible filiación cultural huari. Se identificó el hallazgo como la tumba de un personaje de la elite del imperio Huari (siglos VI al XI), que habría sido gobernante de la colonia establecida en Espíritu Pampa (o Vilcabamba), en plena selva del actual departamento del Cuzco. La prensa lo bautizó como el «Señor de Huari», aunque lo correcto sería llamarlo el «Señor de Espíritu Pampa» o el «Señor de Vilcabamba». Dicho hallazgo se dio a conocer el 23 de febrero del 2011 y entre los objetos hallados destacan un pectoral de plata en forma de «Y», una máscara de plata con una figura antropomorfa, dos brazaletes de oro y dos báculos de madera de chonta, forrados con láminas de plata.
Entre otros replanteamientos que ha producido este descubrimiento, está la comprobación de que la ciudadela no fue fundada por los incas sino que estos simplemente reocuparon una zona que como su nombre lo dice (Willka-pampa) sería considerada sagrada; asimismo reflota la interesante interpretación que considera a la dinastía incaica como continuadora de las hipotéticas dinastías imperiales de Huari.